# 尼泊尔雀麦
尼泊尔雀麦（学名：Bromus nepalensis）为禾本科雀麦属下的一个种。其种加词“nepalensis”意为“尼泊尔的”。